# مايك هاركورت
مايك هاركورت هو محامي وسياسي كندي، ولد في 6 يناير 1943 في إدمونتون في كندا. حزبياً، نشط في الحزب الديمقراطي الجديد في كولومبيا البريطانية ‏.

## مناصب
- انتخب عضو الجمعية التشريعية لكولومبيا البريطانية ‏ عن دائرة Vancouver-Strathcona [الإنجليزية]‏ (22 أكتوبر 1986 – 28 مايو 1996).
- انتخب Leader of the Opposition (British Columbia) [الإنجليزية]‏ (12 أبريل 1987 – 5 نوفمبر 1991).
- انتخب عمدة فانكوفر (1981 – 1986).
- انتخب Premier of British Columbia [الإنجليزية]‏ (5 نوفمبر 1991 – 22 فبراير 1996).